# Knoll
Vous lisez un « bon article » labellisé en 2011.
Pour l’article ayant un titre homophone, voir Knol.
Pour les articles homonymes, voir Knoll (homonymie).
Knoll est une entreprise américaine fabriquant du mobilier et matériel de bureau. Elle est fondée en 1938 par Hans Knoll, un entrepreneur d'origine allemande. Avec sa femme Florence Knoll, il développe l'entreprise et en fait l'une des plus créatives et prolifiques de l'après-guerre. Tous deux créent un « style Knoll » ; ils imposent leur vision de l'aménagement grâce au Planning Unit (« service de planification »), un service unique en son genre pour l'époque, mêlant architecture intérieure, design, production, textiles, graphisme. Après la mort de son mari en 1955, Florence remplace Hans à la tête de la société. En 1965, elle quitte à son tour l'entreprise.
À l'instar de Herman Miller, l'importance de Knoll dans le design du XXe siècle est considérable. Knoll travaille avec nombre d'architectes et designers notables de l'après-guerre, tels qu'Eero Saarinen, Isamu Noguchi, Frank Gehry et Ross Lovegrove. L'entreprise réédite un temps de grandes références du design comme la chaise Wassily de Marcel Breuer et la chaise Barcelone de Ludwig Mies van der Rohe. De nombreux meubles fabriqués par Knoll font désormais partie de l'histoire du design.
L'entreprise Knoll a son siège à East Greenville en Pennsylvanie, elle est cotée au New York Stock Exchange. Knoll compte plus de 4 000 employés répartis sur les cinq continents. C'est l'un des acteurs majeurs du mobilier et de l'agencement de bureau.

## Historique

### Les origines

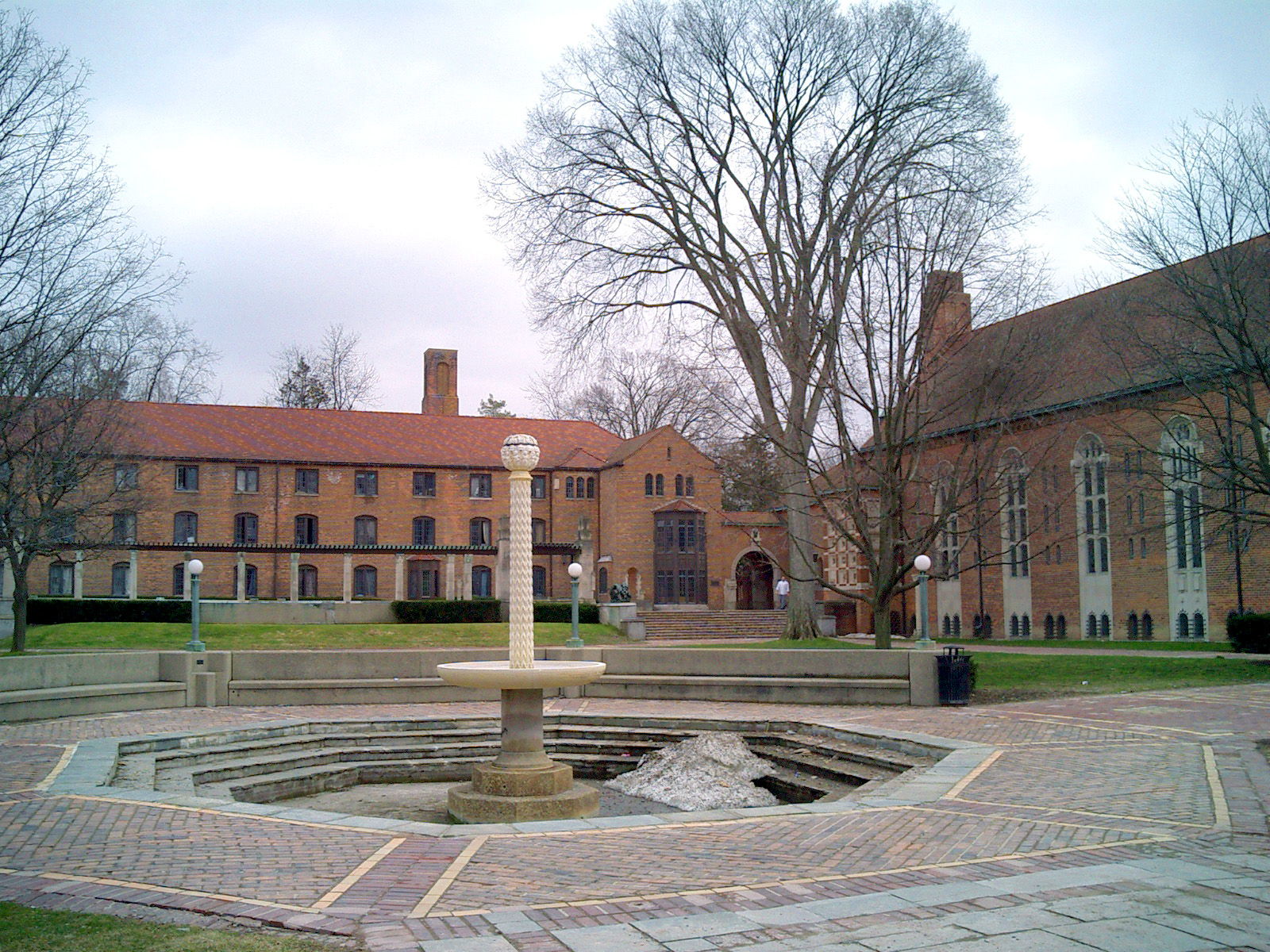
La Cranbrook Academy of Art, où a étudié Florence Knoll

Hans Knoll, le fondateur de l'entreprise est né à Stuttgart en Allemagne en 1914. Il est le fils de Walter Knoll, qui est à la tête de l'entreprise familiale de fabrication de mobilier. Walter Knoll a déjà des contacts avec l'avant-garde du design des années 1920 collaborant avec les leaders du mouvement Bauhaus. Dans les années 1930, Hans part au Royaume-Uni pour superviser la production d'une gamme de mobilier Knoll pour l'architecte Serge Chermayeff. Il se rend ensuite aux États-Unis en 1937 pour y vendre le mobilier de l'entreprise familiale. Dès 1938, il vend ses propres produits sous le nom de Hans Knoll Furniture. Il engage le jeune designer Jens Risom pour moderniser le mobilier. La Hans G. Knoll Furniture Company est créée et se situe sur la 72e rue à New York.
Florence Knoll Bassett (née Schust) vient au monde à Saginaw dans l'État du Michigan en 1917. Elle étudie l'architecture à la Cranbrook Academy of Art et côtoie les grand noms du Bauhaus tels Walter Gropius et Marcel Breuer. Ensuite Florence poursuit ses études d'architecture sous la direction de Mies van der Rohe au Illinois Institute of Technology de Chicago. En 1941, elle rencontre Hans Knoll et commence à collaborer en tant qu'architecte d'intérieur. L'entreprise se dote alors d'une unité de production en Pennsylvanie. En 1943, après le départ de Jens Risom pour l'armée, Florence est engagée à plein temps.

### Knoll Associates

Logo « K » créé par Herbert Matter.

La société prend le nom de « Knoll Associates » en 1946. C'est en cette même année que Hans et Florence se marient. Florence crée au sein de l'entreprise un service révolutionnaire pour l'époque, la Planning Unit, qui permet de répondre aux attentes des clients en englobant architecture intérieure, design, production, textiles, graphisme et publicité. Après avoir travaillé avec Charles et Ray Eames, Herbert Matter est engagé par Knoll pour réaliser l'identité graphique et le logo de l'entreprise. La société se dote aussi d'un premier show-room à New York, au 601 Madison Avenue dont un étage accueille la Planning Unit. En 1949, une division textile est créée. Elle est dirigée par Eszter Haraszty, une créatrice d'origine hongroise. Cette unité permet à Knoll de développer ses propres textiles, pouvant ainsi mieux répondre aux attentes des clients.
Pendant cette période de la seconde partie des années 1940, beaucoup de grands noms du design seront édités par Knoll. On peut citer le fauteuil Grasshopper d'Eero Saarinen, la chaise Ciseaux par Pierre Jeanneret, le siège Womb créé par Eero Saarinen. À noter qu'en 1948, Knoll acquiert les droits de reproduction du mobilier créé par Mies van der Rohe dont sa fameuse chaise Barcelone. Le mobilier proposé passe ainsi du style scandinave au style international.
Au début des années 1950, les solutions apportées par la Planning Unit séduisent un certain nombre de grandes compagnies américaines. Knoll est capable de leur apporter une réelle identité visuelle. En 1953, Knoll repense l'agencement des locaux de la Connecticut General Life Insurance et en 1954, c'est l'étage de la direction de CBS qui bénéficie du savoir-faire Knoll. On parle désormais de « style Knoll ». Un show-room plus important voit le jour en 1951, au 575 Madison Avenue. L'entreprise se développe encore : de nouveaux show-rooms sont ouverts (Chicago, San Francisco) et des usines sont créées en Europe (France, Allemagne). Pendant cette période, Knoll prend son essor et, au même titre qu'Herman Miller, devient l'un des leaders du marché et influence les tendances.
Les années 1950 sont marquées par la collaboration des Knoll avec Harry Bertoia, artiste d'origine italienne ayant travaillé pour les Eames auparavant. Il a aussi connu Florence à l'université de Cranbrook. Il crée une collection de mobilier à base de tiges de métal cintrées. Cette série comprend notamment la « chaise diamant ».

### Reprise de la société par Florence Knoll
En 1955, Hans Knoll meurt dans un accident de la route à la Havane (Cuba). Florence décide de reprendre les rênes de l'entreprise. En 1956, Eero Saarinen crée la Tulip Chair pour la société. Cet objet est considéré aujourd'hui comme l'un des objets phares du design industriel. Cette chaise est une réussite et les contrats pour aménager les locaux de grandes entreprises continuent d'affluer. En 1957 la société est chargée d'aménager la First National Bank de Miami, dont Florence épousera le directeur l'année suivante.
À la fin des années 1950, Florence souhaite abandonner une partie de la direction, notamment la partie « business ». Elle vend la société à Art Metal Construction Company en 1959. Elle reste néanmoins à des postes-clés de l'entreprise en devenant présidente des divisions Knoll et directrice du design et des études de Art Metal. Mais la mort du dirigeant de Art Metal l'année suivante bouleverse la donne. Florence ne conserve que la direction de la « Planning Unit ». Elle démissionne finalement de l'entreprise en 1965.

### L'après Florence Knoll
La société dirigée par Cornell Dechert subit des changements importants, Robert Cadwallader prend notamment la tête du département marketing. En 1967, ce dernier embauche le graphiste Massimo Vignelli pour remplacer Herbert Matter. Il crée une nouvelle identité visuelle colorée et composée de lettres en gras très géométriques. Cadwallader ferme aussi la Planning Unit qui selon lui n'est plus aussi créative depuis le départ de Florence Knoll. L'année suivante Knoll devient filiale de la Walter E Heller International Corporation. Cependant l'économie moribonde fait chuter les ventes. Cadwallader succède à Dechert en 1971. Symbole de l'entrée de Knoll dans le Panthéon du design, le Louvre organise une exposition « Knoll au Louvre » dédiée au fabricant en 1972.
Les années 1970 voient la popularisation des systèmes de panneaux modulaires. Knoll entre dans ce marché avec plusieurs types de produits. Tout d'abord, le designer Bill Stephens propose en 1971 le Système Stephens composé en grande partie de bois. En 1976, c'est le Système Zapf créé par Otto Zapf qui voit le jour : un mobilier tubulaire métallique habillé de vinyle.

### Les années noires
En 1977, c'est General Felt Industries (GFI) qui acquiert Knoll. En effet, Heller se transforme en holding bancaire, l'obligeant selon le droit américain à se séparer de Knoll. Malgré une embellie de la situation financière lors des premières années du rachat par GFI, le krach de l'industrie de l'ameublement au début des années 1980 porte un coup à l'entreprise. De 1986 jusqu'au début des années 1990, les profits ne sont plus au rendez-vous.
La collection Sapper de sièges de bureau mis en production à partir de 1978, créée par Richard Sapper, est caractéristique du regain d'intérêt de l'entreprise pour le développement de siège de bureau à cette époque. On peut aussi noter le siège Zapf en 1976 et le siège Stephens en 1982.

### Le renouveau

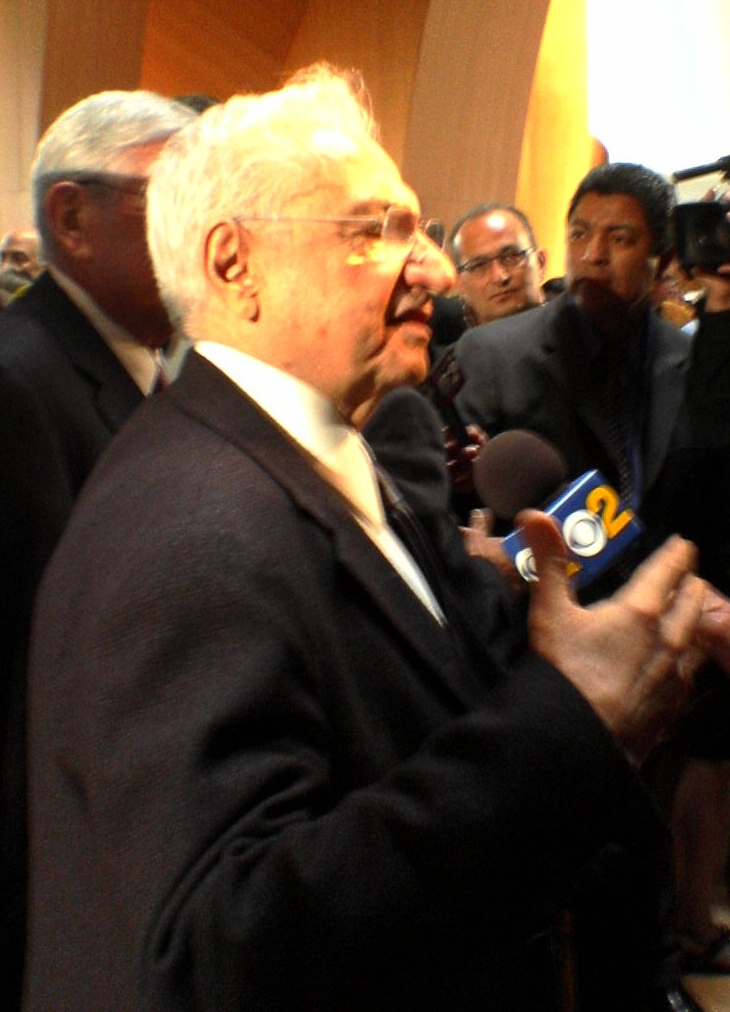
Frank Gehry signe en 1992 une collection pour Knoll.

En 1990, la société devient Knoll Group après le rachat par Westinghouse Electric Corporation. Les difficultés financières continuent mais progressivement Knoll relève la tête avec notamment une gamme de sièges signée Frank Gehry en 1992 qui symbolise le renouveau de l'entreprise.
Des créations originales d'anciens collaborateurs de Knoll sont mises en production ou servent d'inspiration pour de nouveaux produits Knoll. On peut citer la Collection Krefeld créée par Mies Van Der Rohe en 1927 et produite à partir de 2003. Cette gamme comprend une chauffeuse, un pouf et une table basse. La chaise Asymetric conçue par Harry Bertoia dans les années 1950 est aussi fabriquée à partir de 2005.
En 2004, Knoll est introduit à la bourse de New York. En 2011, son chiffre d'affaires est de 922 millions de dollars. L'entreprise est divisée en trois secteurs : Knoll North America (pour l'Amérique du Nord), Knoll International Europe (pour une partie de l'Europe) et Knoll International (pour le reste du monde et de l'Europe).
Knoll parraine régulièrement expositions et autres activités en relation avec l'architecture. En 2006, Knoll et le Fonds mondial pour les monuments (World Monuments Fund) une ONG basée à New York, fondent le Modernism at Risk, un programme encourageant les solutions innovantes pour la conservation des œuvres architecturales modernes en péril. Le programme apporte des fonds aux projets de conservation, informe sur l'architecture moderne en organisant conférences et expositions. Depuis 2008, le prix World Monuments Fund/Knoll Modernism est décerné à un designer ou une entreprise ayant mené un projet de sauvegarde.

## Laplanning Unitet le style Knoll
L'une des clés du succès de knoll dans l'après-guerre est la création de la planning Unit, un service au sein de l'entreprise qui collabore avec les clients pour répondre à leurs attentes pratiques et esthétiques. Florence Knoll en devient la directrice. Ce service se base sur une approche novatrice à l'époque qui consiste à donner aux clients une réelle image de marque à travers l'agencement de leurs locaux. La Planning définit aussi tous les paramètres qui entreront en ligne de compte dans l'image de marque de la société demandeuse, ce qui inclut notamment textile, graphisme et accessoires. Le gain d'espace est aussi un paramètre qui compte. On peut noter l'intérêt de Florence pour ce dernier lorsqu'elle déclare : « À cause du prix élevé des bâtiments, chaque centimètre carré doit compter… L'objet n'est pas de faire des pièces plus petites simplement pour réduire le coût, mais de les faire de la taille grâce à laquelle elles pourront raisonnablement remplir leur fonction. »
Hans et Florence Knoll ont imposé un « Style Knoll » (Knoll look). Cette dernière a beaucoup influencé le style des créations de l'entreprise notamment à travers la planning Unit. Les créations, adaptées du style International ont une touche moins austère, grâce à la « patte » de Florence. Ce style est souvent défini comme élégant, épuré et subtil. Ainsi pendant les années 1950-1960, le style Knoll devient l'une des références esthétiques dans le monde du mobilier de bureaux.

## Knoll International
La filiale française établie à Paris depuis 1985 est dirigée depuis 2012 par Demetrio Apolloni.
Elle est immatriculée au RCS sous le N° 334 069 457.
En 2018, elle a réalisé un chiffre d'affaires de 26 millions d'euros et emploie 22 collaborateurs.

## Les produits Knoll
Parmi les nombreux meubles fabriqués par Knoll, figurent quelques-uns des meubles les plus marquants du design. Il y a les créations Knoll et les rééditions.

### Les créations Knoll

#### 1940-1949
- Chaise Risom Lounger (ou model 666 WSP), créée en 1941 par Jens Risom[36].
- La chaise Grasshopper model 61, créée en 1945 par Eero Saarinen[37].
- La chaise Ciseaux model 92, créée vers 1947 par Pierre Jeanneret[38].
- Le fauteuil Womb model 70, créée en 1946 par Eero Saarinen[39].

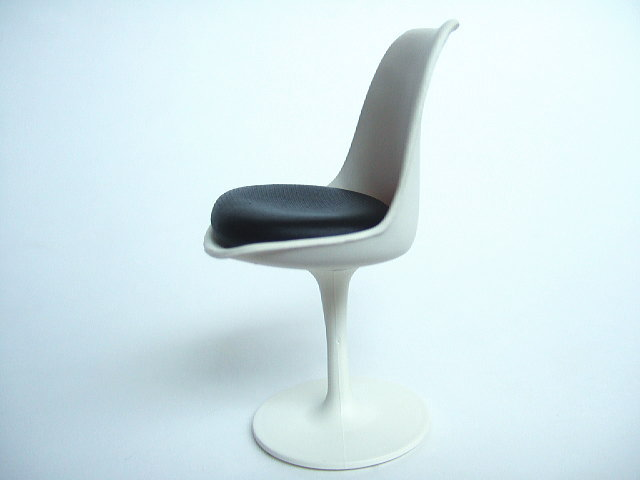
Miniature de la chaise Tulipe, Eero Saarinen.

#### 1950-1959
- Chaise Diamond Lounge (aussi appelée chaise Diamant), 1950-1952, créée par Harry Bertoia[19].
- Table Cyclone, créée en 1954 par Isamu Noguchi.
- Chaise Tulipe, créée en 1955-1956 par Eero Saarinen[40].

#### 1960-1969
- La collection d'extérieur Schultz ou Leisure Collection, créée en 1966 par Richard Schultz, est née d'une demande de Florence Knoll pour du mobilier d'extérieur résistant aux intempéries. Constituée d'une armature en fonte d'aluminium et de mailles en dacron, cette gamme de mobilier a reçu l'International Design Award en 1967[41].
- La collection Platner, produite à partir de 1966, est créée par Warren Platner[42].

#### 1970-1979
- Le Système Stephens créé par Bill Stephens en 1971[24].
- Le Système Zapf, créé par Otto Zapf produit à partir de 1976[25].
- La collection Sapper, de Richard Sapper, un ensemble de chaises de bureaux de direction produit à partir de 1978-79[43].

#### 1980-1989
- Le fauteuil Toledo de Jorge Pensi, commercialisé en 1988 (un siège d'extérieur créé pour l'entreprise espagnole Amat mais qui intégra également le catalogue de Knoll)[44].
- Le système Alessandri de Marc Alessandri commercialisé à partir de 1982 (1 des lauréats du concours organisé par le ministre Jack Lang)

#### 1990-1999
- La collection Gehry, créée de 1990 à 1992 par Frank Gehry. Ensemble de chaises tressées en bois laminé et cintré[45].
- La table Paperclip, créée par Massimo et Lella Vignelli en 1994[46].

#### 2000-2009
- La chaise Sprite, par Ross Lovegrove créée en 2004[47].

### Les rééditions
- Chaise Wassily (aussi appelée chaise modèle B3), créée par Marcel Breuer en 1925
- Chaise MR chair, créée en 1927-1929 par Ludwig Mies van der Rohe
- Chaise Barcelone, créée par Ludwig Mies van der Rohe en 1930 et dont Knoll possède les droits depuis 1953
- Chaise Hardoy model 198, créée en 1938 par Jorge Ferrari-Hardoy et éditée par Knoll de 1947 à 1951

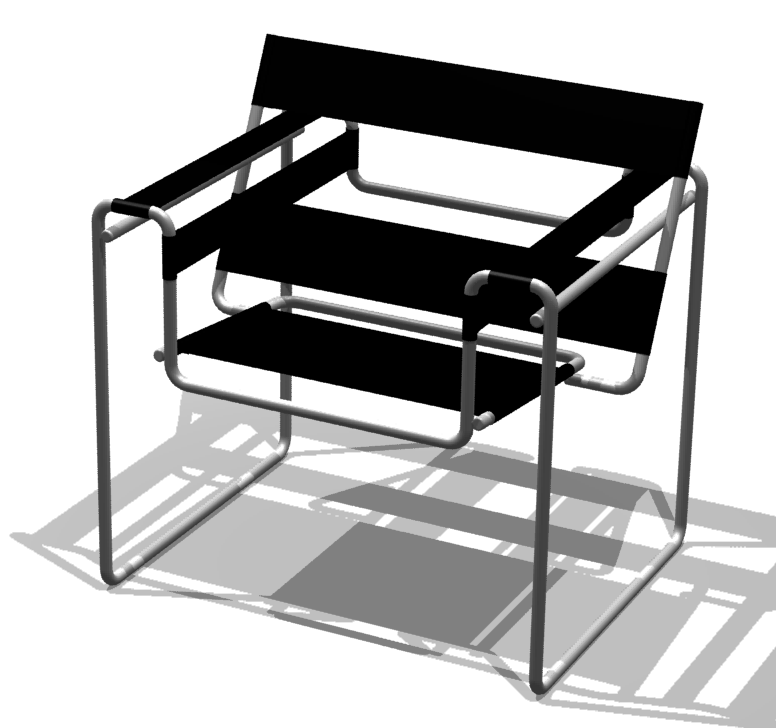
Modélisation infographique de la Chaise Wassily, Marcel Breuer
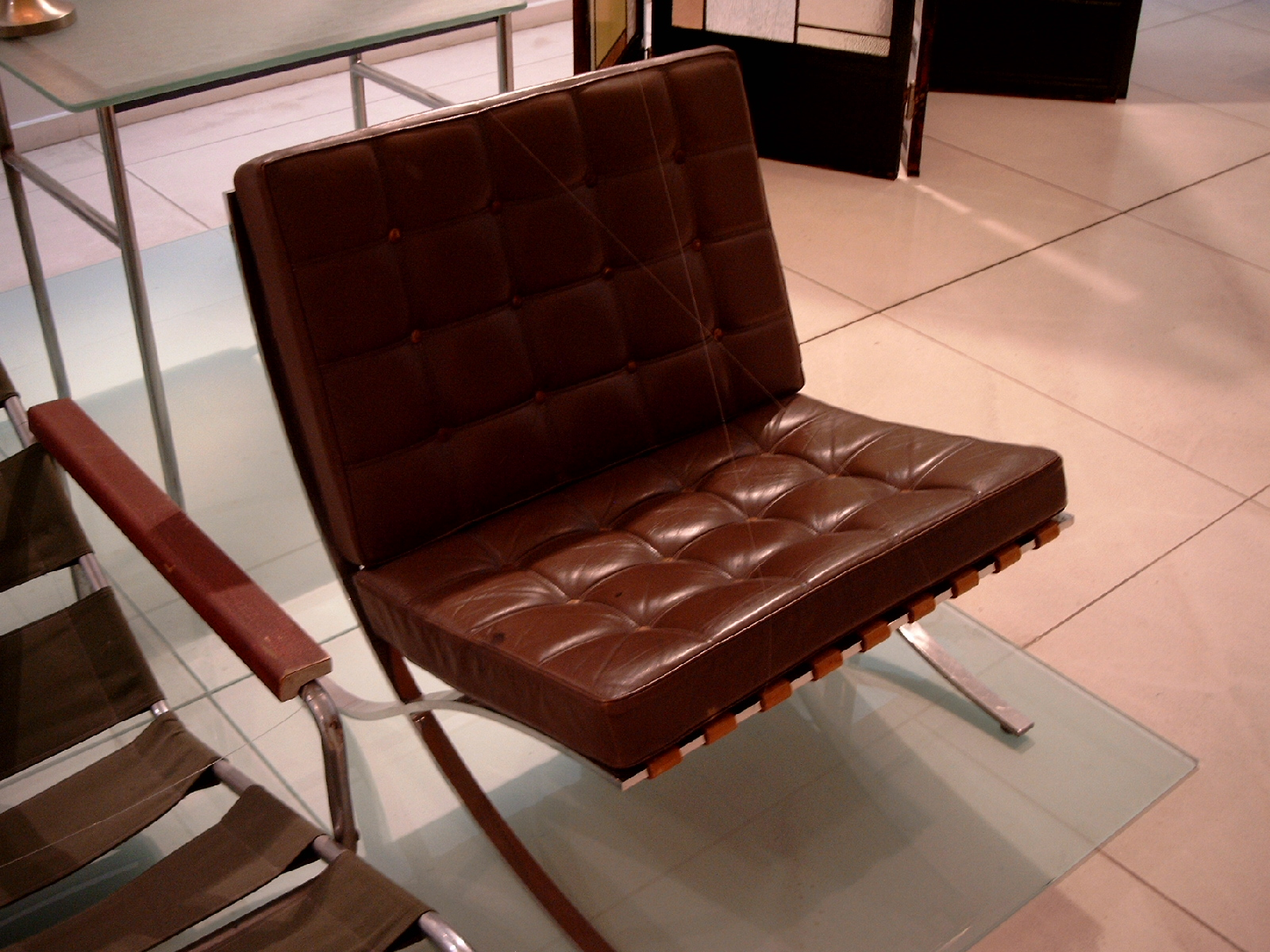
Chaise Barcelone, Ludwig Mies van der Rohe
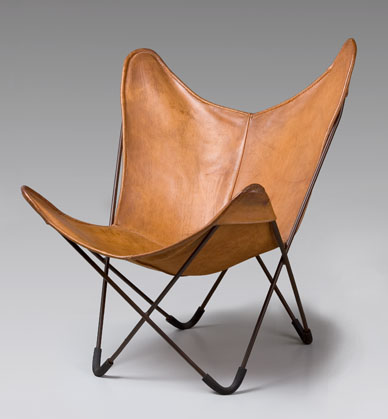
Chaise papillon

## Principaux designers ayant travaillé pour Knoll
- Alvar Aalto
- Anni Albers
- Franco Albini
- Emilio Ambasz
- Architecture & Associés
- Gae Aulenti
- Marc Berthier
- Harry Bertoia
- Marcel Breuer
- Achille Castiglioni
- Pier Giacomo Castiglioni
- Lise-Anne Couture
- Niels Diffrient
- Peter Eisenman
- Frank Gehry
- Alexander Girard
- Marc Held
- Sheila Hicks
- Arne Jacobsen
- Pierre Jeanneret
- Florence Knoll Bassett
- Maya Lin
- Ross Lovegrove
- Vico Magistretti
- Roberto Matta
- Herbert Matter (graphisme)
- Richard Meier
- Ludwig Mies van der Rohe
- Pascal Mourgue
- Isamu Noguchi
- Warren Platner
- Hani Rashid
- Jens Risom
- Eero Saarinen
- Richard Sapper
- Tobia Scarpa
- Ettore Sottsass
- Robert Venturi
- Massimo et * Lella Vignelli (graphisme et design)
- Hans Wegner

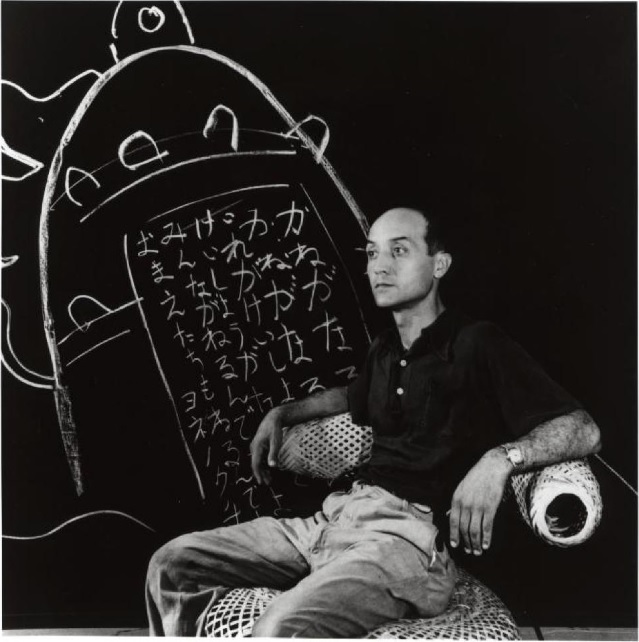
Isamu Noguchi
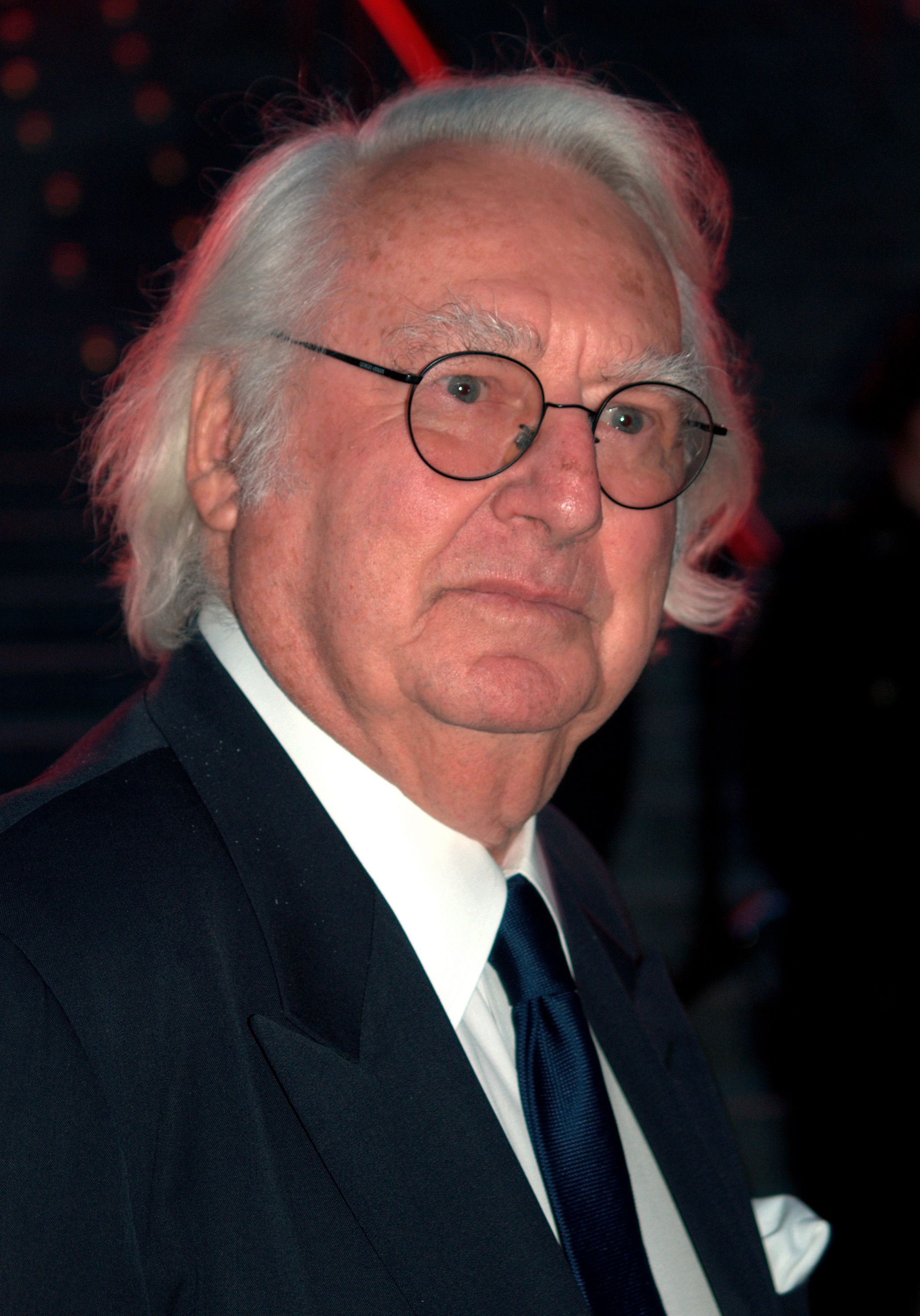
Richard Meier
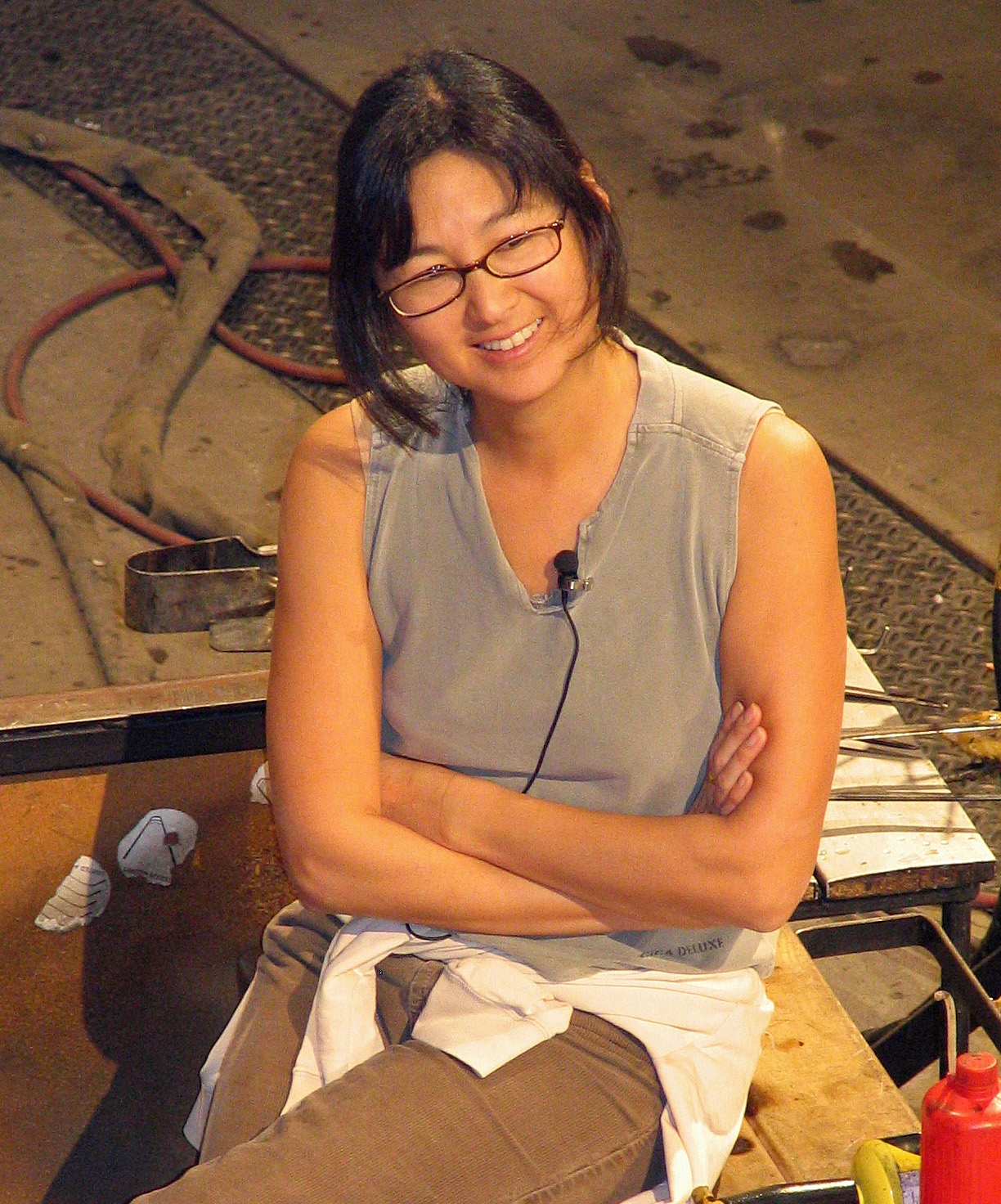
Maya Lin